# Inocente, inocente
Inocente, inocente va ser un programa de televisió espanyol emès per la cadena Telemadrid entre el 19 de novembre de 1992 i 1996. Els drets van ser adquirits posteriorment per la cadena Telecinco, emetent-se des de 1998 la Gala Inocente, Inocente. El programa es va emetre per Telemadrid fins a l'11 de novembre de 1996, amb redifusión a altres cadenes integrades en la FORTA. Des del 25 d'abril de 1998 fins a la seva cancel·lació final el 20 de juliol d'aquest any es va emetre a Telecinco.

## Equip
Va estar dirigit per José Miguel Contreras i presentat per Juan Manuel López Iturriaga, acompanyat successivament per Carmen Conesa en la seva primera temporada (1992-1993), Isabel Serrano (en la segona i tercera i quarta temporades, 1993-1996) i per Paula Vázquez (cinquena temporada, 1998). Eren assistits, des de la tercera temporada, per Juan y Medio i Javivi.

## Format
El programa, amb periodicitat mensual, responia a l'esquema de càmera oculta, sent objecte de les bromes preparades personatges coneguts i populars del públic espanyol.

## Convidats
Entre altres, van ser objecte de les bromes d'Inocente, inocente:
- África Gozalbes, actriu (21 de setembre de 1994).
- Ágatha Ruiz de la Prada, dissenyadora de moda (26 d'octubre de 1993). Reep l'encàrrec de dissenyar nous vestits pel clergat.[4]
- Alejandro Sanz, cantant (31 de desembre de 1992).
- Ana Duato, actriu (13 d'octubre de 1996).
- Ana Obregón, actriu (7 de febrer de 1994). Ha de lluitar contra el ganxo, Emma Ozores, per conseguir el paper de la seva vida.[5]
- Anabel Alonso, actriu (15 de juny de 1993).[6]
- Andres Caparrós, presentador (8 de març de 1995).
- Ángel Pardo, actor (24 de gener de 1996).[7]
- Ángeles Martín, actriu (13 d'abril de 1994). Li destrossen suposadament el cotxe i quan torna amb la policia, el cotxe està com a nou, per la qual cosa és acusada de conduir sota els efectes de l'alcohol.[8]
- Antonio de Senillosa, escriptor. (24 de novembre de 1993). Ha de compartir el vehicle que el transporta a una entrevista en televisió amb diversos personatges estrafolaris[9]
- Arvydas Sabonis, jugador de bàsquet. (24 de novembre de 1993).[9]
- Beatriz Carvajal, actriu (17 de juliol de 1995).
- Beatriz Rico, actriu (9 de novembre de 1994).
- Catherine Fulop, actriu (16 de març de 1993). Se li fa creure que ha estat abduïda per extraterrestres i teletransportada a un llogaret d'Alemanya.[10]
- Carlos Iglesias, actor (24 de juny de 1996).[11]
- Carmen Sevilla, actriu (28 de desembre de 1994).
- Celia Cruz, cantant (15 de juny de 1993). És sotmesa a una entrevista surrealista.[6]
- César Pérez de Tudela, muntanyer (1 de maig de 1996).
- Chari Gómez Miranda, presentadora de televisió (3 de maig de 1994).
- Chiquito de la Calzada, humorista (17 de juliol de 1995).
- Coque Malla, cantant (16 de març de 1993). Se li fa creure que és un magnífic pintor.[10]
- David Summers, cantant (31 de desembre de 1992).
- El Gran Wyoming, showman (19 de novembre de 1992).[3]
- Emma Ozores, actriu (26 d'octubre de 1993). Un amic li confessa ser agent de la CIA i assisteixen a un suposat tiroteig en un restaurant.[4]
- Encarnita Polo, actriu (3 de juny de 1996).
- Fernando Colomo, director de cinema (15 de juny de 1993). Es desplaça a un hospital psiquiàtric per a localitzar escenaris, amb conseqüències imprevistes.[6]
- Fernando Vizcaíno Casas, escriptor (25 de gener de 1995).
- Goyo González, presentador de televisió (3 de juny de 1996).
- Inocencio Arias, diplomàtic (22 d'agost de 1995). És convidat a un debat televisiu sobre la pau al món que acaba a garrotades davant la perplexitat del convidat.[12]
- Irma Soriano, presentadora de televisión (31 de desembre de 1992). En una sala de radi on ella participava en una tertúlia, van pujar la calefacció fins a 50 graus.[13]
- Iván Zamorano, futbolista (11 de novembre de 1995).[14]
- Jesús Gil y Gil, President de l'Atlético de Madrid. (31 de desembre de 1993).[15]
- Jorge D'Alessandro, entrenador de fútbol (11 de novembre de 1995).[14]
- José Biriukov, jugador de bàsquet (31 de desembre de 1992). És reclutat per realitzar el Servei militar.
- José Coronado, actor. (8 de febrer de 1993). És assetjat sexualment en una entrevista.[16]
- José Luis Coll, humorista (13 d'octubre de 1996).
- José María Ruiz Mateos, empresari (7 de febrer de 1994). Li fan creure que un meteorit de diamant ha caigut en l'estadi del Rayo Vallecano i el Govern espanyol pretén requisar-lo.[5]
- Juanito Valderrama, cantant (18 de juliol de 1994).
- Julia Otero, periodista (7 de febrer de 1994). Li fan creure que li ha tocat la Loteria de Nadal.[5]
- Julio Salinas, futbolista (25 de gener de 1995).[12]
- Juncal Rivero, model (5 d'abril de 1995).
- Kiko, futbolista. (24 de novembre de 1993). És assetjat per la caixera d'un supermercat.[9]
- Lauren Postigo, presentador de televisión (13 d'abril de 1994). reu haver descobert unes càmeres de seguretat amb visió que permet veure a les persones com si estiguessin nues.[8]
- Loles León, actriu. (31 de desembre de 1993).[15]
- Loreto Valverde, presentadora de televisión (19 de novembre de 1992).
- Manolo de Vega, humorista (24 de gener de 1996).[7]
- Manolo Escobar, cantant (3 de maig de 1994).
- Manuel Díaz "El Cordobés", torero (26 d'octubre de 1993).[4]
- María del Monte, cantant. (21 de setembre de 1993).
- María José Cantudo, vedette. (21 de setembre de 1993).
- Marianico el Corto, humorista (18 de juliol de 1994).
- Maribel Verdú, actriu. (8 de febrer de 1993). Ha de donar una roda de premsa en l'Aeroport de Barajas en la qual és insistentment qüestionada pels rumors d'un presumpte romanç amb Carles d'Anglaterra.[16]
- Marta Sánchez, cantant. (8 de febrer de 1993).[16] Se la hi fa creure que deu amadrinar unes noces improvisades.
- Maru Valdivieso, actriu (13 d'abril de 1994).[8]
- Miriam Díaz-Aroca, presentadora de televisió. (21 de setembre de 1993).
- Moncho Borrajo, humorista (22 d'agost de 1995). Se li planteja la possibilitat d'adoptar a uns nens presumptament maltractats.[12]
- Natalia Dicenta, actriu. (8 de febrer de 1993). La seva mare, l'actriu Lola Herrera, es fa passar per cleptòmana en uns grans magatzems.[16]
- Nieves Herrero, presentadora de televisión (19 de novembre de 1992).[3]
- Paco Clavel, cantant (15 de juny de 1993).[6]
- Paloma Gómez Borrero, periodista (18 de juliol de 1994).
- Palomo Linares, torero. (24 de novembre de 1993). Li fan creure que hi ha dinosaures en la seva finca.[9]
- Pepe Rubio, actor (13 d'abril de 1994). En un programa de ràdio irrompen un grup de femisitas radicals que pretenen castrar-lo.[8]
- Pere Ponce, actor (3 de maig de 1994).
- Rafael Camino, torero (16 de març de 1993). Una dona bala enanana i una cabra són llançades successivament al menjador de la seva casa.[10]
- Ramón García, presentador de televisió (26 d'octubre de 1993). Assisteix estupefacte als plats oferts en la carta d'un restaurant.[4]
- Ramón Mendoza, president del Real Madrid (19 de novembre de 1992).[3]
- Rappel, vident. (21 de setembre de 1993).
- Rosa Valenty, vedette (9 de novembre de 1994).
- Sara Montiel, actriu (1 de maig de 1996).
- Silvia Tortosa, actriu (13 d'octubre de 1996).
- Sofía Mazagatos, model (31 de desembre de 1992). Se li fa creure que és l'única persona en un restaurant que no ha estat hipnotitzada.
- Terelu Campos, presentadora de televisió (24 de juny de 1996).[11]
- Teresa Viejo, periodista (7 de febrer de 1994). Ha de fer front a un exhibicionista.[5]
- Tito Valverde, actor (8 de març de 1995).
- Vicente Parra, actor (1 de maig de 1996).
- Victoria Vera, actriu (5 d'abril de 1995).